# 李娟 (电视主播)
李娟（？—），中国女播音员。北京广播学院播音专业毕业，1961年进入中央人民广播电台工作，1973年进入中央电视台，此后成为《新闻联播》节目的第一位主播。现为中国中央电视台播音指导。